# Hướng Dương, Giai Mộc Tư
Hướng Dương (chữ Hán giản thể: 向阳区, âm Hán Việt: Hướng Dương khu) là một quận thuộc địa cấp thị Giai Mộc Tư, tỉnh Hắc Long Giang, Cộng hòa Nhân dân Trung Hoa. Quận này có diện tích 24 m², dân số 100.000 người. Mã số bưu chính của Hướng Dương là 154002. Quận này được chia thành 4 nhai đạo: Bảo vệ, Tây Nam Cương, Kiều Nam, Tây Lâm.